# Køgemester
Køgemester er en gammel betegnelse for den person, som havde overopsynet med husholdningen ved det kongelige hof. Betegnelsen anvendes også i romanen "Rosens Navn" med samme funktion, men her ved et kloster.
| Sprog | Spire Denne artikel om sprog er en spire som bør udbygges. Du er velkommen til at hjælpe Wikipedia ved at udvide den. |